# Bogumił Šwjela

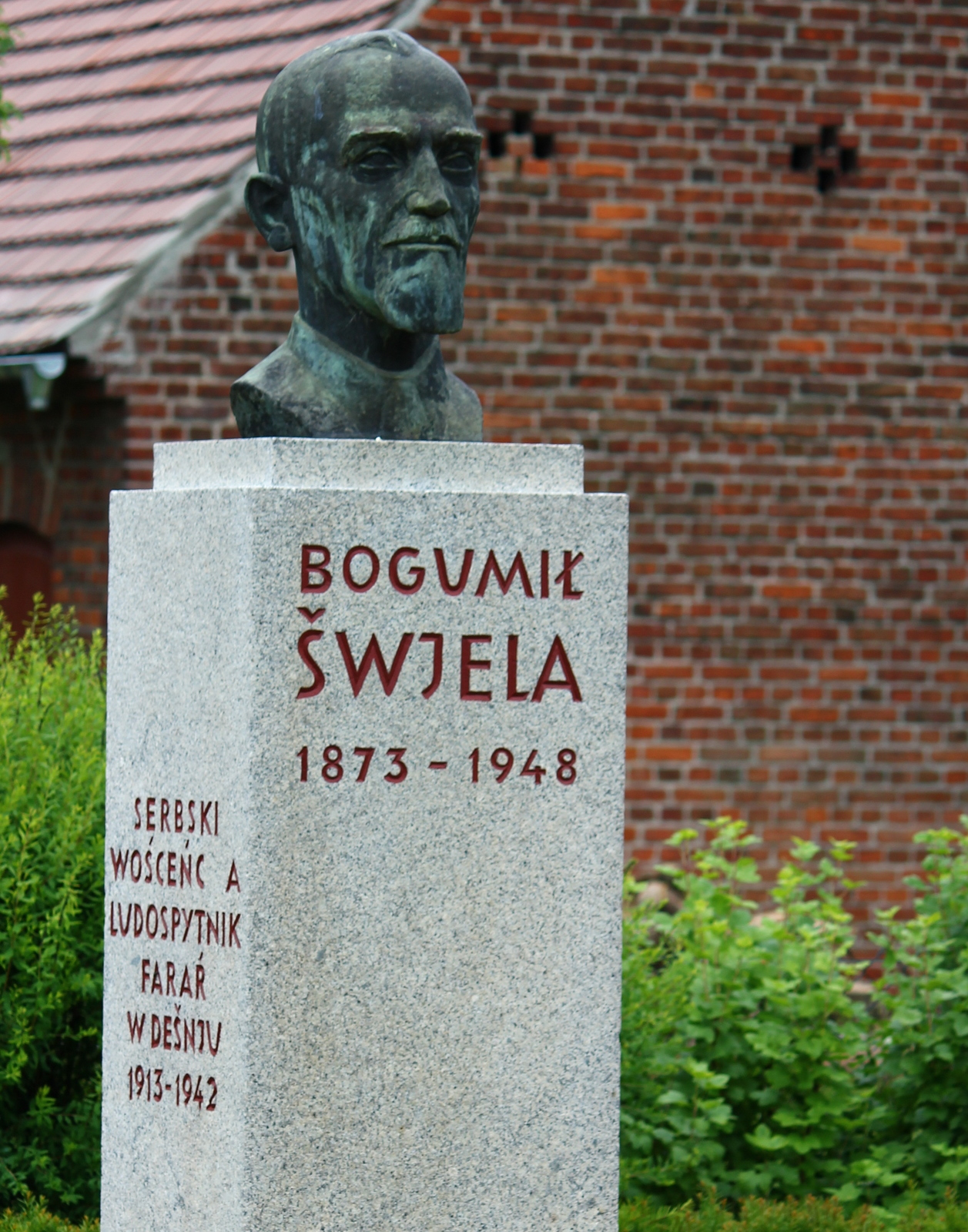
Pomník Šwjely v Dešně-Strjažowě

Bogumił Šwjela (německy Gotthold Schwela, 5. září 1873 Skjarbošć – 20. května 1948 Naumburg) byl dolnolužický evangelický duchovní, sestavovatel slovníků, jazykovědec, publicista, dlouholetý předseda Matice srbské a spoluzakladatel Domowiny.

## Spisy
- Lehrbuch der niederwendischen Sprache. Teil 1: Grammatik. Heidelberg 1906; Teil 2: Übungsbuch. Choćebuz 1911.
- Kurzes Lehrbuch der Oberwendischen Sprache. Budyšin 1913
- Evangelska wera mjes Sslowjanami. Budyšin 1915.
- Vergleichende Grammatik der ober- und niedersorbischen Sprache. Budyšin 1926
- Das Wendentum in der Niederlausitz und im Spreewald. Budyšin 1929
- Serbske praeposicyje. Pó hugronach z ludowych hust hobźěłane a zestajane. W: Časopis Maćicy Serbskeje 1933/34.
- Deutsch-niedersorbisches Taschenwörterbuch. Budyšin 1953.
- Die Flurnamen des Kreise Cottbus. (= Deutsche Akademie der Wissenschaften zu Berlin. Veröffentlichungen des Instituts für Slawistik.17). Berlin 1958.